# گیلبرت گری
گیلبرت گری (انگلیسی: Gilbert Gray; ۱ ژوئن ۱۹۰۲ – ۲۷ ژوئیهٔ ۱۹۸۱) قایقران قایق بادبانی اهل ایالات متحده آمریکا بود.